# 克拉伯

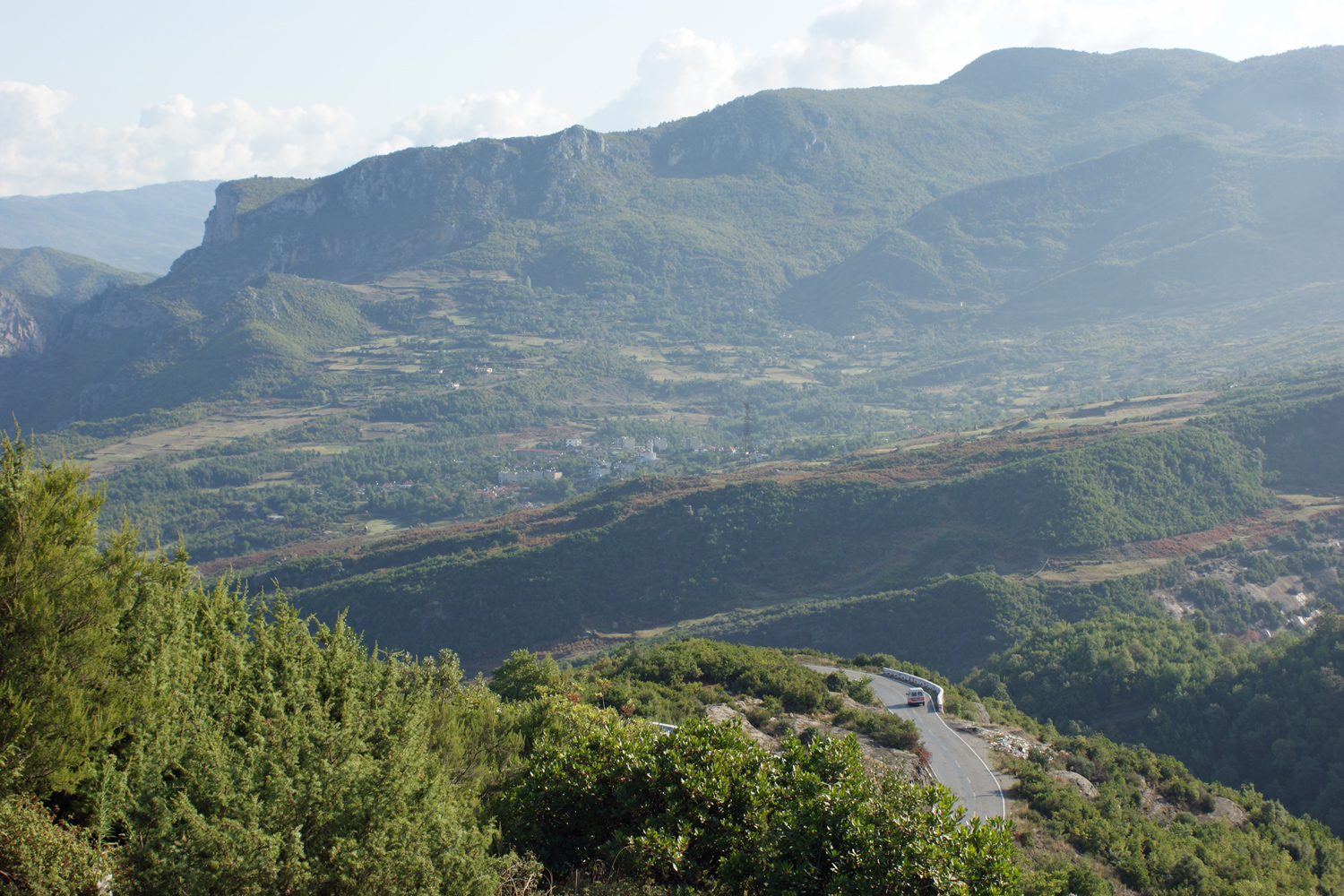
克镇拉伯

克拉伯是阿爾巴尼亞中部地拉那州地拉那市镇里的城镇。原本为单独的市镇，在2015年地方政府改革中成为地拉那市镇里的行政分区。海拔高度410米，該鎮以前的主要經濟活動是採礦業，2011年人口数量为2,343人。